# Singapore Airlines

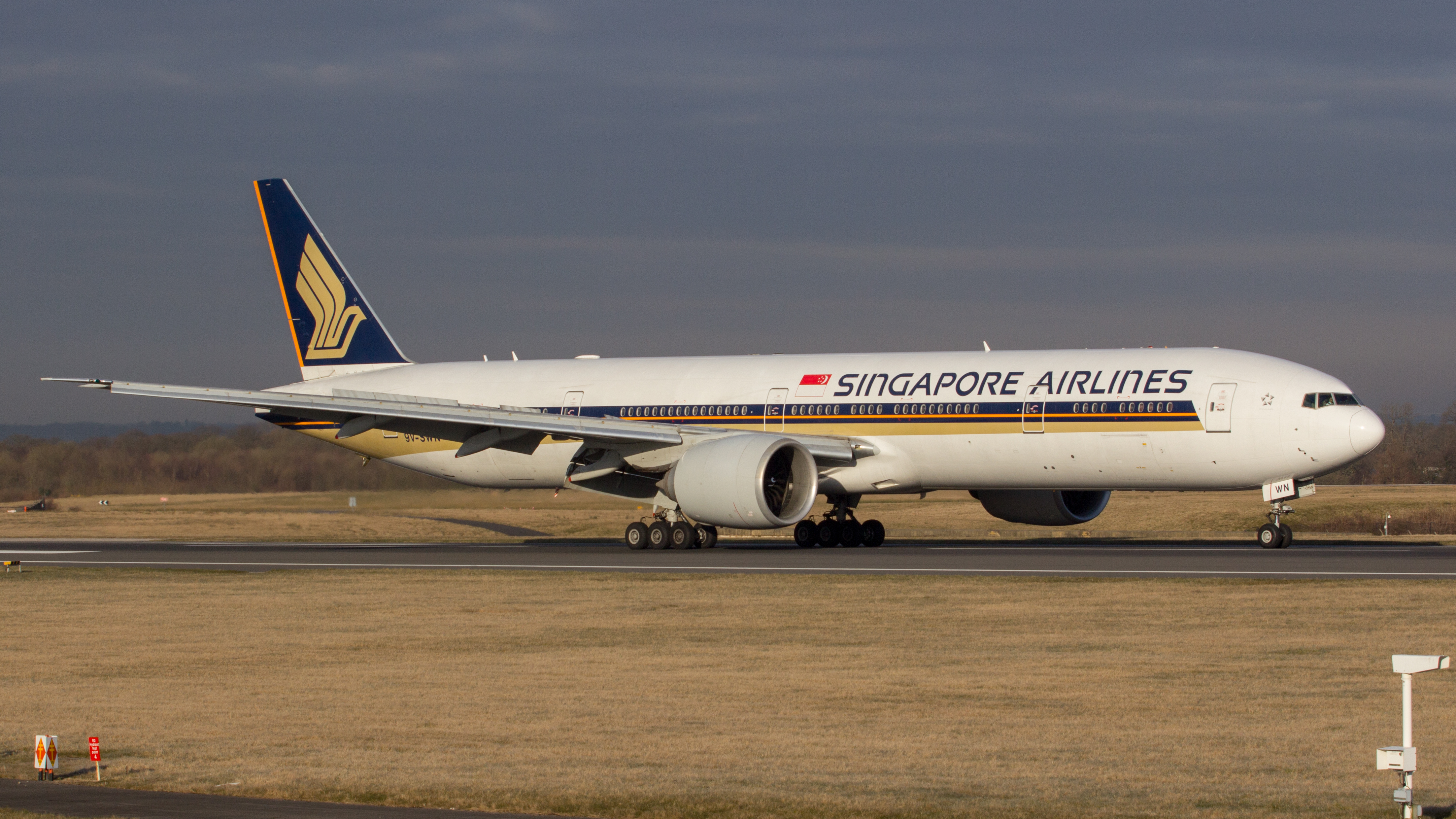
Rolující Boeing 777-300 singapurských aerolinií.

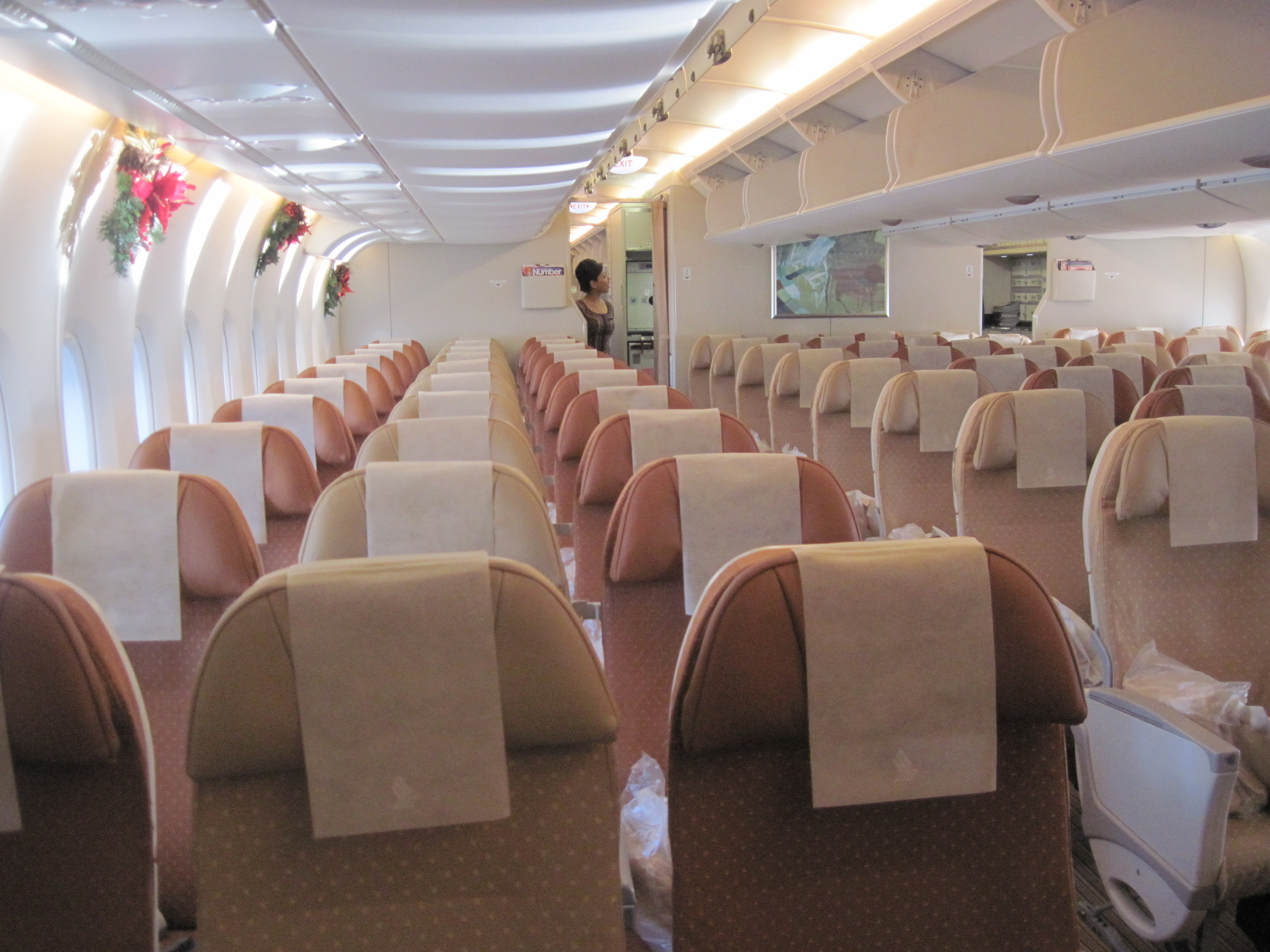
Interiér ekonomické třídy letadla Airbus A380 společnosti Singapore Airlines

Singapore Airlines jsou vlajková letecká společnost ze Singapuru, se základnou na mezinárodním letišti Changi. Založeny byly 1. května 1947. Původně se nazývaly Malayan Airways, činnost pod současným názvem zahájily v roce 1972.
Od svého založení se vyvíjely z regionálního leteckého přepravce až do společnosti, která začala operovat letadla typu Airbus A380 jako první na světě. Singapore Airlines jsou považovány za národní symbol státu Singapur. Od roku 2000 jsou členem letecké aliance Star Alliance. Na přelomu let 2014 a 2015 měla tato společnost 23 963 zaměstnanců. V roce 2023 měla tato společnost 14 803 zaměstnanců.
Singapore Airlines mají tři sesterské letecké společnosti, regionální SilkAir, nízkonákladovou společnost Scoot a Tigerair. Provozují také nákladní leteckou společnost Singapore Airlines Cargo.

## Prvenství
Aerolinie drží prvenství v následujících ohledech:
- jako první začali bezplatně poskytovat sluchátka, výběr nápojů a jídel v ekonomické třídě už v 70. letech 20. století.
- jako první zaměstnali světoznámé šéfkuchaře za účelem rozvoje letadlové stravy v roce 1998.
- jako první začali poskytovat audio a video na vyžádání během letu v roce 2001.
- v únoru 2004 zavedli nejdelší nonstop komerční let mezi Los Angeles a Singapurem s Airbusem A340-500. V červnu toho samého roku rekord společnost překonala, když zavedla lety z New Yorku do Singapuru.
- uskutečnily první komerční let s Airbusem A380 ze Singapuru do australského Sydney.
- v červnu 2023 získali ocenění nejlepší letecké společnosti na světě v prestižní soutěži World Airline Awards.[1]
- 24. června 2024 byly Singapore Airlines zvoleny Skytraxem, jako druhá nejlepší letecká společnost v roce 2024 a jako společnost s nejlepším palubním personálem na světě.[2]

## Flotila
V lednu 2023 společnost Singapore Airlines vlastnila a měla objednaná následující letadla:
| Letadlo            | Počet | Objednané |
| ------------------ | ----- | --------- |
| Airbus A350-900    | 65    | —         |
| Airbus A350-900ULR | 7     | —         |
| Airbus A380-800    | 12    | —         |
| Boeing 737-800     | 5     | —         |
| Boeing 737 MAX 8   | 16    |           |
| Boeing 777-300ER   | 22    | —         |
| Boeing 777-9       | —     | 31        |
| Boeing 787-10      | 26    |           |
| Celkem             | 146   | 31        |

## Galerie

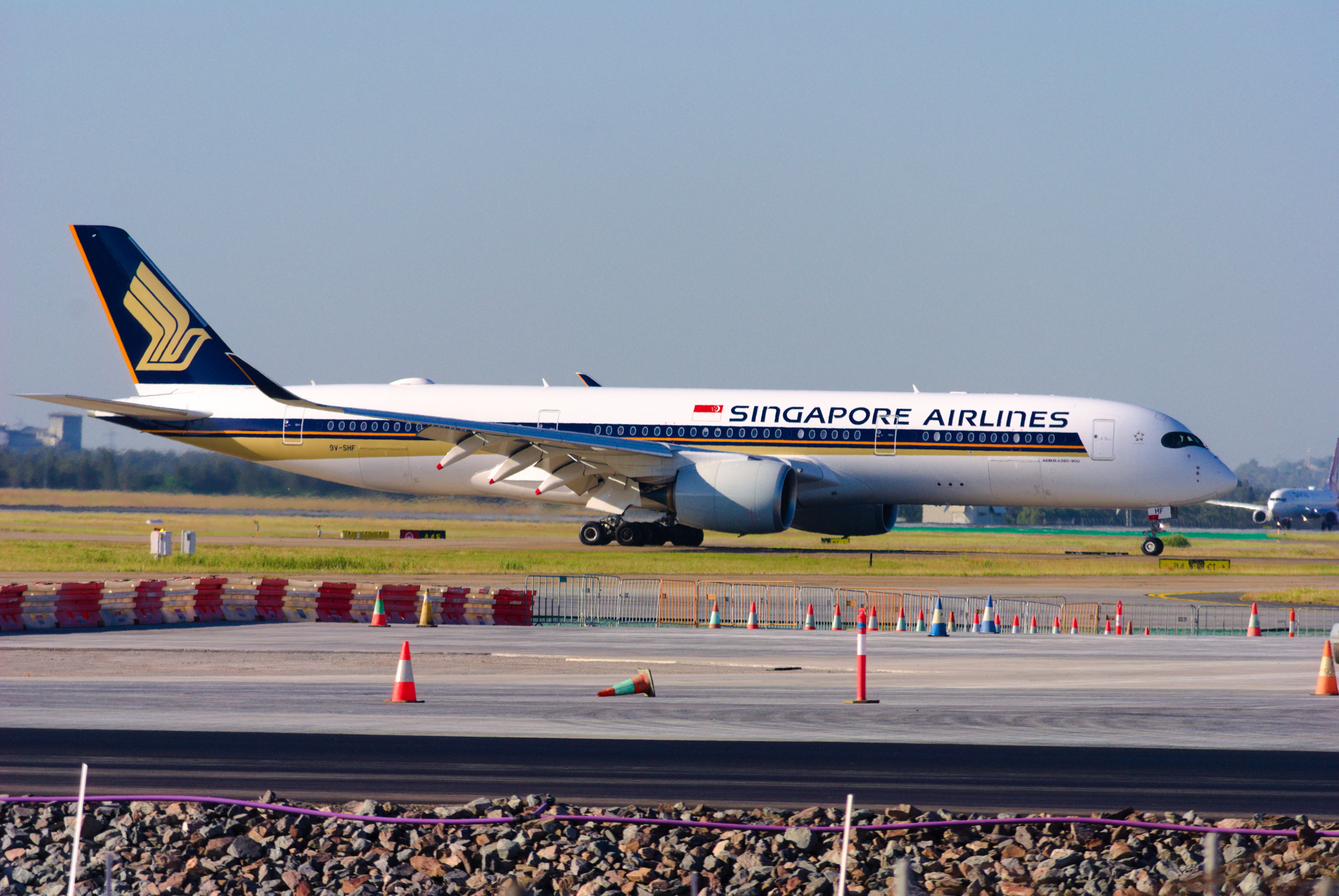
Airbus A350-900
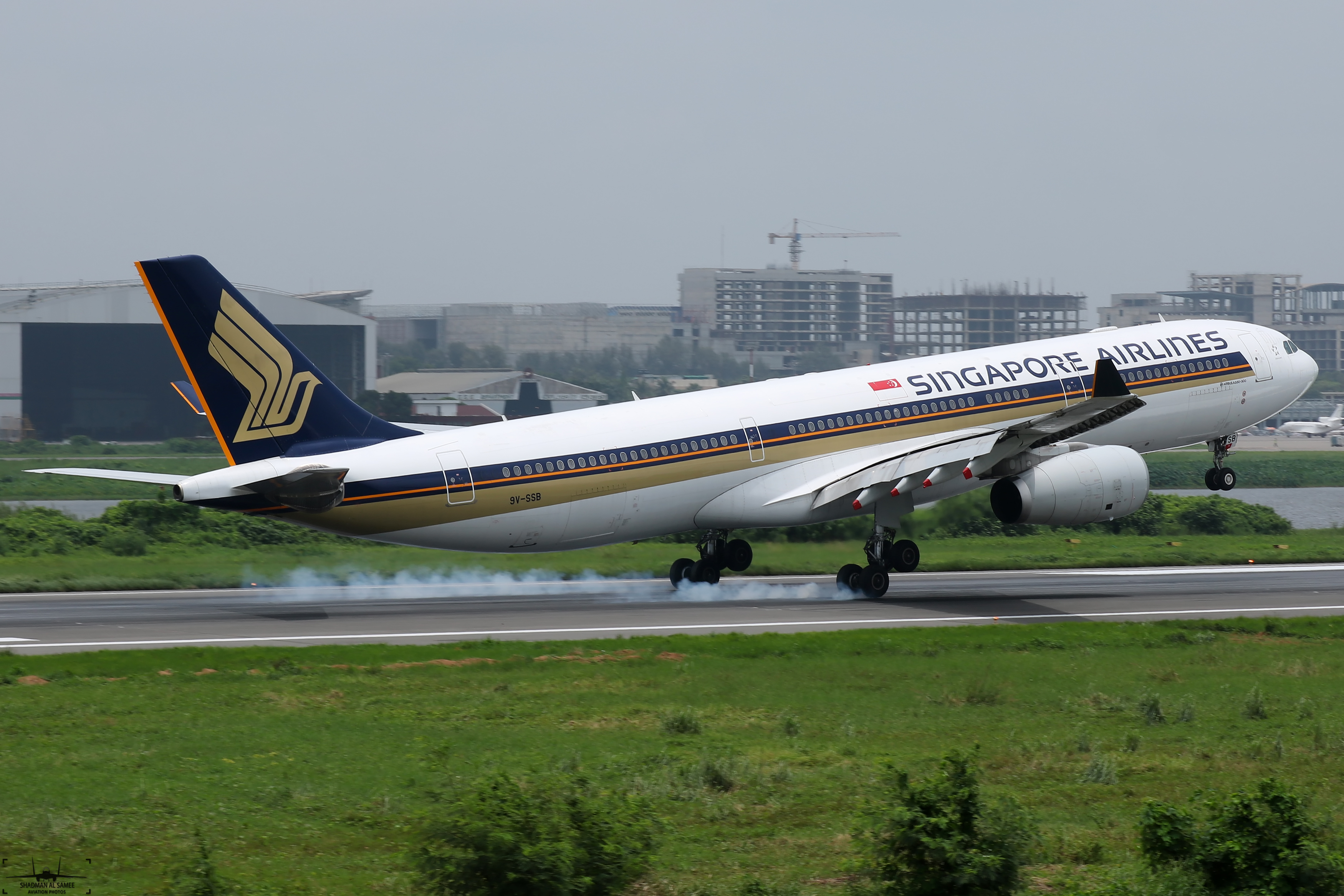
Airbus A330-300
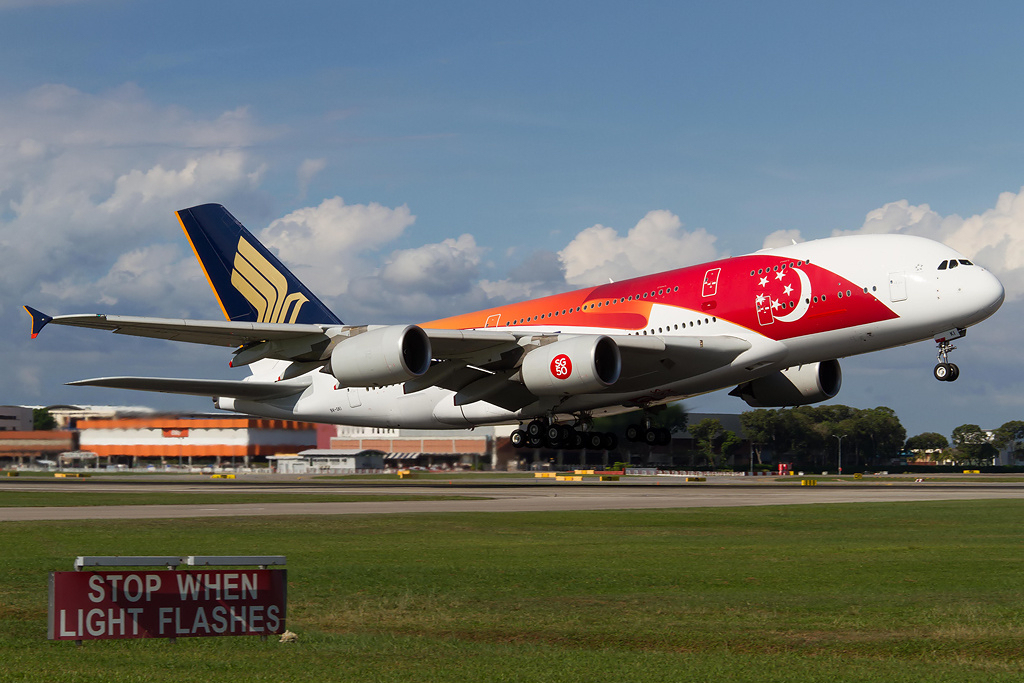
Airbus A380 se singapurskou vlajkou
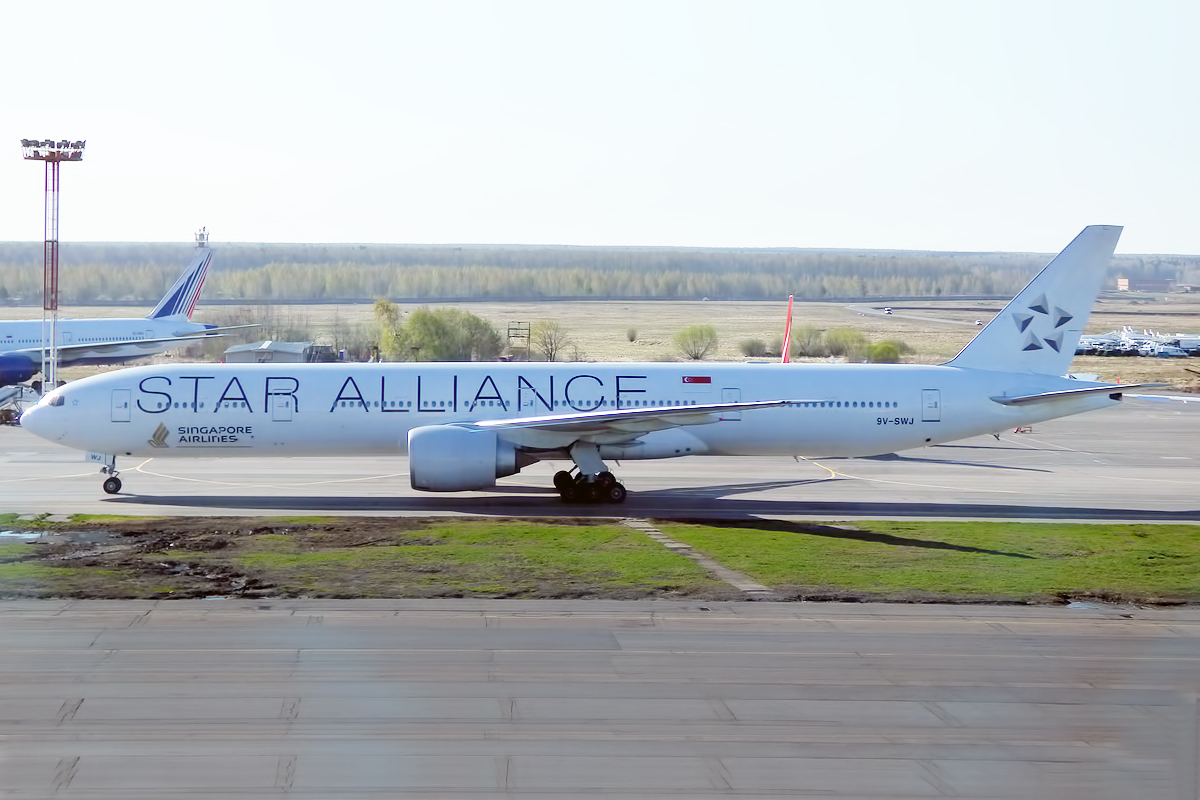
Boeing 777-300ER v barvách Star Alliance